# Varga Lajos (modell)
Varga Lajos (Budapest, 1954. június 16. – 2025. július 24.) modell, manöken.

## Élete

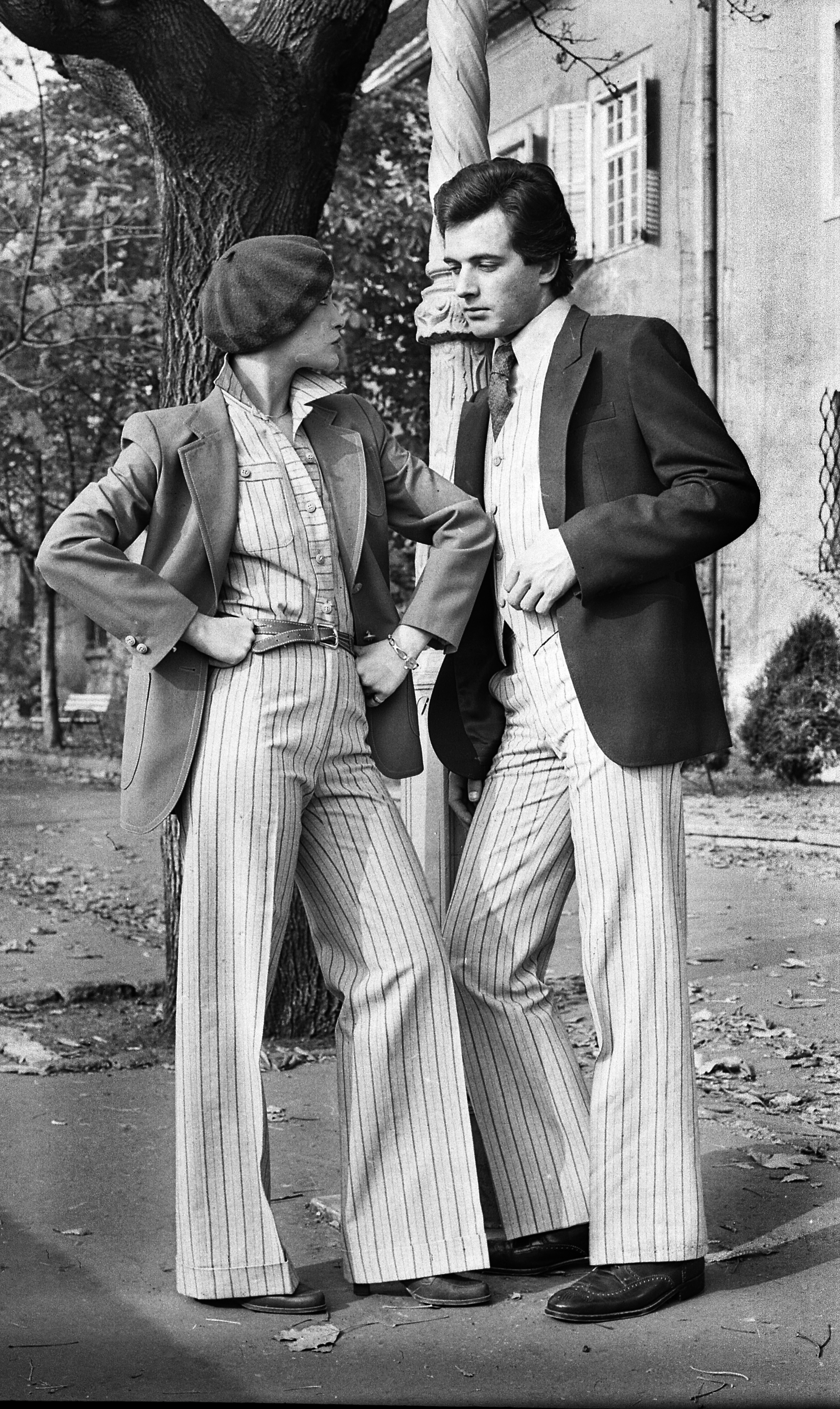
Safranek Anna és Varga Lajos

Korai életéveit a sport különböző ága töltötte ki. 18 éves koráig futballozott, illetve kosárlabdázott. Nemsokára a MAFILM-nél kapott munkát. A filmgyári jelenlét meghozta számára a modell-munkák sokaságát is. Rengeteg produkcióban dolgozott évekig. 
Domonkos Sándor a Filmgyár standfotósa többször is említette Neki, hogy ki kellene próbálnia az ilyenfajta munkát is. Ezen a tényen még gondolkodott. Egyik nap, amikor a Reklám- és Propaganda stúdió forgatására volt beosztva, egy modell-lány szintén kérdezte Tőle, hogy hogy miért nem dolgozik divatbemutatókon is, mint manöken, hiszen megvan hozzá minden adottsága. Domonkos Sándornak elmondta ezt is: Érdekelné Őt egy ilyenfajta próbafelvétel is. Az elkészült fotókat leadta a Magyar Hirdetőbe és a Divatintézetbe is, mint promóciós anyagot. Minden helyről azonnal hívni kezdték egyre több munkára.
10 évig a legjobban foglalkoztatott férfi manökenek egyike volt.
1977-ben megismerkedett Pintér Mária (modell)el, közismert nevén Pintyővel, társával, későbbi feleségével, ettől kezdve ahova lehetett együtt hívtak őket.
Dolgozott a nagy cégek MDI, OKISZ-labor, KIOSZ, stb. nagy- és szakmai bemutatóin. Szinte valamennyi férfi ruhagyárnak volt modellje. VOR, Styl, ZA-KO Ruhagyár, Fékon, Május 1, FER, stb.
Társával nyitottak egy non-stop drink-bárt Stúdió Galéria Eszpresszó néven. Havonta változó kiállításokkal rendezték be a helyet. Kiállított náluk például Péli Tamás, Ábrahám Rafael, Zvolszky Zita.
Ezután külföldre ment, Münchenben és Bécsben számítástechnika kereskedelemmel foglalkozott. Rendszerváltás után hazatért. és ingatlan irodát nyitott.
Feleségétől, Pintér Mária modelltől 1984-ben elvált, de ezután is barátok, társak voltak egészen az asszony közelmúltban (2024. március 2.) bekövetkezett haláláig.